# Caibros
Caibros es una localidad caboverdiana del municipio de Ribeira Grande.

## Geografía
La localidad está situada en la isla de Santo Antão.

## Organización territorial
La localidad abarca los lugares y barrios de:
- Alumeiro
- Barranco
- Cavoco d'Hortinha
- Chã de Lobinho
- Chã de Tapume
- Chã Manuel de Santo
- Fajã de Maurícia
- Fajã de Tourinho
- Fajãzinha
- Limoeiro
- Lombo de Boi
- Lombo de Fajãzinha
- Lombo Diogo
- Ponta
- Ponta de Fajãzinha
- Rochinha
- Tapume
- Torinho
- Varo